# Tiếng Phù Lá
Tiếng Phù Lá hay tiếng Phukha là ngôn ngữ của người Phù Lá, được nói tại bắc Việt Nam và nam Trung Quốc.
Tiếng Phù Lá thuộc ngữ hệ Hán-Tạng. Năm 2008, số lượng người nói tiếng Phù Lá ở Việt Nam ước tính khoảng 5.000 người. Ngoài ra còn có 5.000 người nói ở Trung Quốc (2011). Theo phân loại ngôn ngữ, tiếng Phukha thuộc nhóm Nisu.